# Negative Trend
Negative Trend est un groupe américain de punk hardcore, originaire de San Francisco, en Californie, actif entre 1977 et 1979, et entre 2008 et 2010.

## Histoire

### Grand Mal (1977)
Grand Mal est un groupe éphémère formé en juillet 1977. Sa première formation comprenait Don Vinil au chant, Craig Gray à la guitare, V. Vale (du magazine punk Search and Destroy) à la basse et Todd Robertson à la batterie. En raison de ses engagements auprès du magazine, Vale quitte rapidement le groupe et est remplacé par Will Shatter, qui n'avait aucune expérience musicale préalable,. Le quatuor ne donne que trois concerts, partageant l'affiche avec des groupes tels que les Avengers, les Dils et les Dead Boys. Lors de leur dernier concert au Mabuhay Gardens de San Francisco, en Californie, le 7 novembre 1977, Rozz Rezabek remplace Vinil au chant après avoir sauté sur scène, empêchant ce dernier de continuer à chanter. Vinil quitte alors le groupe pour fonder les Offs,, et Grand Mal devient Negative Trend.

### Negative Trend One (1977–1978)
Le 14 décembre 1977, le groupe donne son premier concert sous le nom de Negative Trend au Mabuhay Gardens. Rozz Rezabek est désormais le chanteur du groupe, et le reste de la formation reste inchangé.
Lors d'un concert avec les Avengers aux studios Iguana, auquel assiste Sandy Pearlman (bien qu'il est en réalité seulement venu voir les Avengers), Rezabek se casse le bras en trébuchant sur un câble de micro pendant qu'il chantait sur scène. Rezabek était connu pour ses performances électrisantes, sautant souvent sur les tables et jetant des boissons par terre. Le 14 janvier 1978, après avoir donné six concerts dans le sud des États-Unis,, les Sex Pistols donnent leur dernier concert à la Winterland Arena de San Francisco, en Californie. La veille du concert, quelqu'un tague les murs du Winterland avec les mots « Negative Trend ». Avant que les Sex Pistols ne montent sur scène, Malcolm McLaren exige que Bill Graham, l'organisateur du concert, autorise Negative Trend à se produire avant les Sex Pistols. Avant le début du concert, McLaren demande à Howie Klein quel était le pire groupe de San Francisco, et Klein répond que c'était Negative Trend,,.

### Negative Trend Two (1978)
En mars 1978, Rezabek quitte le groupe, et Shatter et Gray décident de trouver un nouveau batteur, car Robertson ne s'est pas présenté à plusieurs concerts. Mikal Waters finit par remplacer Rezabek après que le groupe eut auditionné plusieurs chanteurs aux studios Iguana, et Steve DePace remplace Robertson à la batterie. Cette nouvelle version de Negative Trend donna son premier concert le 1er juin 1978.
C'est cette version de Negative Trend qui enregistra les premiers morceaux du groupe en studio. L'EP éponyme de 7 pouces est produit par Debbie Dub. Bien que le disque soit beaucoup plus célèbre, Dub et le groupe ont beaucoup de mal à le vendre lorsqu'il est produit.

### Retour (2008–2010)
En juillet 2008, DePace forme une nouvelle version de Negative Trend avec lui-même à la batterie, Gray à la guitare, Paul Hood à la basse et Paul Casteel au chant. Rezabek n'est pas invité à se produire avec la version réformée du groupe Après le premier concert, Tom Mallon remplace Hood au poste de bassiste. Après le deuxième concert, DePace est contraint d'arrêter de jouer en raison de ses engagements avec le groupe Flipper. Tony Sales remplace alors DePace à la batterie. Le groupe continue à donner quelques concerts avant de se séparer en 2010.

## Discographie

### Singles et EP
- 1978 : Negative Trend (sous We Don't Play, We Riot). (Heavy Manners)[13],[3]
- 1979 : Meat House/I Got Power (Rik L Rik) (Posh Boy)
- 1989 : Atomic Lawn (Rik L Rik) (Gift of Life)

### Apparitions
- 1979 : I Got Power et Mercenaries, sur Tooth and Nail (Upsetter)